# Traste
Trastes (português brasileiro) ou trastos (português europeu) são pequenas "divisões" atualmente de metal (já foram utilizados trastes móveis, feitos com cordas amarradas em torno do braço) de certos instrumentos de cordas, tais como: baixo elétrico (guitarra baixa), guitarra, violão, viola caipira, bandolim, cavaquinho  entre outros.

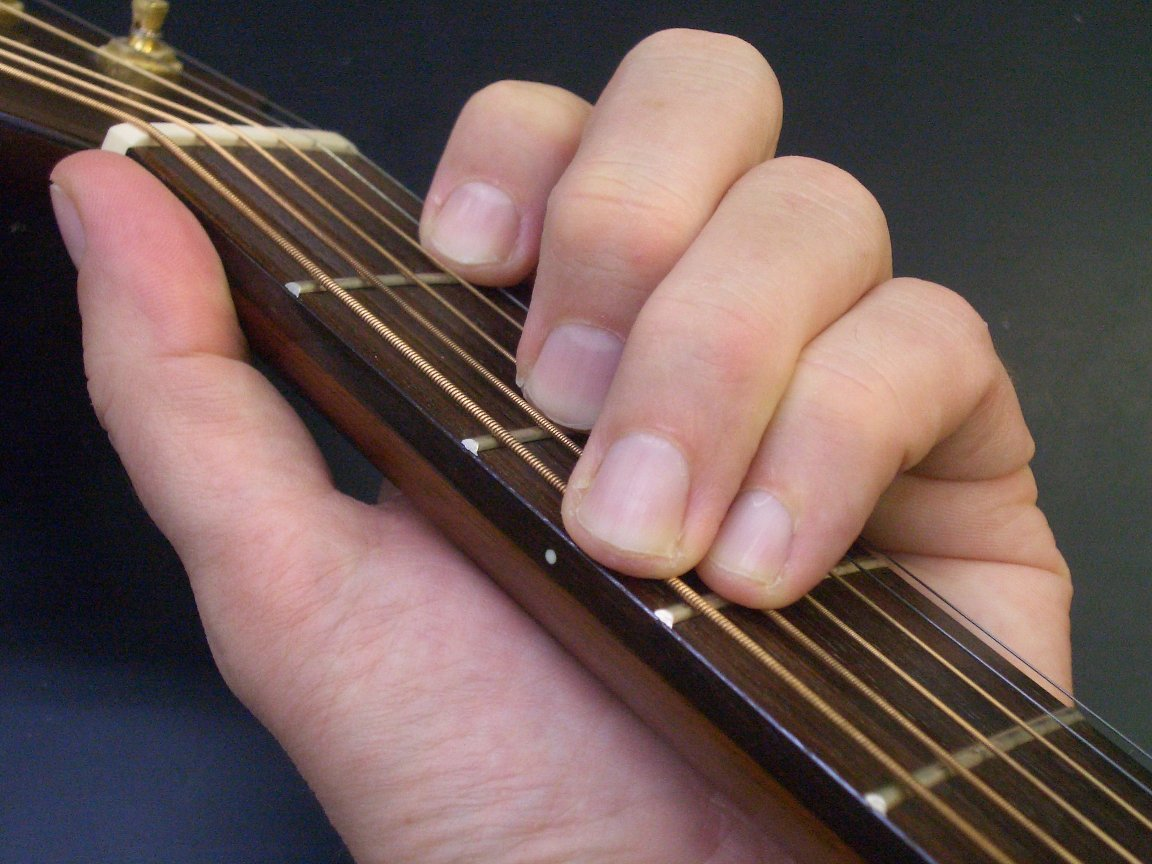
Seção do braço de um violão. Os trastes dividem a corda em intervalos de meio tom.

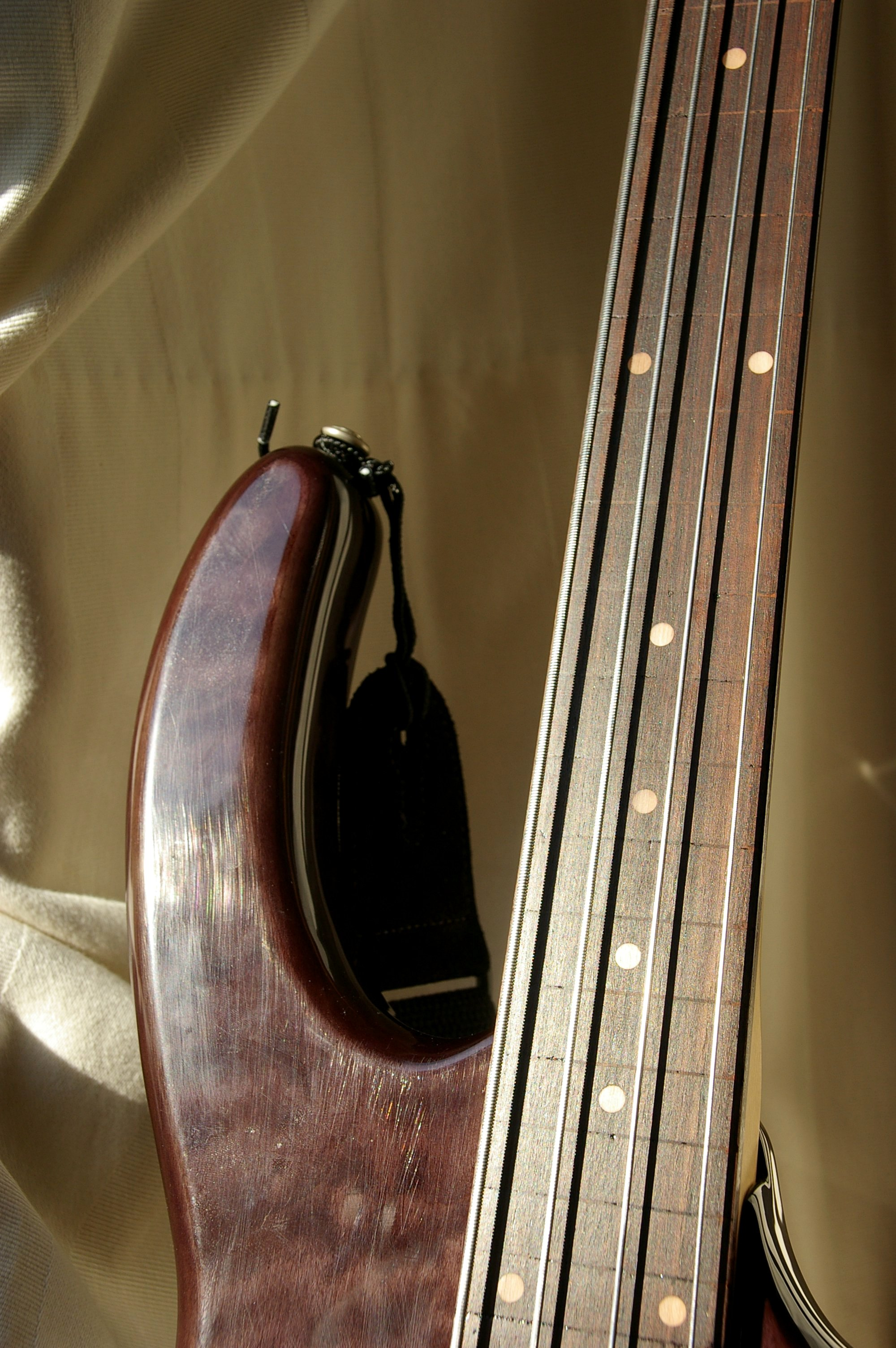
Um baixo sem os trastes, conhecido como fretless.

Cada corda quando tocada livremente produz uma nota fundamental. Se o músico desejar tocar uma nota mais aguda ele precisa dividir a corda em partes menores para que ela soe em uma frequência maior. Alguns instrumentos, como o violino, não têm trastes, ou seja, cabe ao músico colocar o dedo exatamente sobre o ponto de divisão da corda. Isso permite executar qualquer nota possível dentro da extensão da corda, com variações microtonais, mas torna a execução muito difícil. Em instrumentos que possuem trastes, basta que o músico coloque o dedo em um ponto antes do traste para que a corda, apoiada sobre ele, seja dividida exatamente na medida determinada pelo fabricante do instrumento. Isso permite uma execução rápida e precisa, mas por outro lado, torna impossível a execução de notas intermediárias e a microcorreção de afinação.
Nos instrumentos ocidentais, os trastes são comumente montados para permitir que a corda seja dividida em intervalos de semitom.